# Thomas Deufel
Thomas Deufel (* 1. März 1954 in Abensberg) ist ein deutscher Wissenschaftler und politischer Beamter. Er war von 1996 bis 2009 Professor und Institutsdirektor am Universitätsklinikum Jena, von 2009 bis 2014 Staatssekretär im Thüringer Ministerium für Bildung, Wissenschaft und Kultur und von 2014 bis 2016 Staatssekretär im Ministerium für Bildung, Wissenschaft, Weiterbildung und Kultur des Landes Rheinland-Pfalz.

## Leben und Beruf
Deufel wuchs in München auf und besuchte dort von 1964 bis 1971 das Wittelsbacher-Gymnasium. Anschließend studierte er bis 1980 Chemie und Medizin an der Ludwig-Maximilians-Universität München (LMU), schloss das Medizinstudium mit dem Staatsexamen ab und erhielt die Approbation als Arzt. 1981 wurde er zum Dr. med. promoviert, 1993 erfolgte ebenfalls an der LMU die Habilitation zum Dr. med. habil. im Fach Klinische Chemie und Pathobiochemie.
Von 1980 bis 1983 und von 1985 bis 1988 war Deufel als Assistenzarzt am Städtischen Krankenhaus München-Schwabing tätig. Die Zwischenzeit verbrachte er als DAAD-Stipendiat am Hagedorn Forskningslaboratorium der Novo Nordisk Stiftelse in Gentofte (Dänemark). Von 1989 bis 1991 arbeitete er in der Abteilung Klinische Chemie und Biochemie des Dr. von Haunerschen Kinderspitals des Klinikums der Universität München, danach wechselte er auf eine C3-Professur für Klinische Chemie/Stoffwechselanalytik am Zentrum für Kinderheilkunde am Klinikum der Westfälischen Wilhelms-Universität Münster. Von 1996 war Deufel Inhaber der C4-Professur für Klinische Chemie und Laboratoriumsdiagnostik an der Friedrich-Schiller-Universität Jena und Institutsdirektor am dortigen Universitätsklinikum, seit seiner Ernennung zum Staatssekretär 2009 war er beurlaubt, beim Weggang nach Rheinland-Pfalz im November 2014 ist er dort ausgeschieden.
Deufel war von 2014 bis 2020 Vorstandsvorsitzender der Ernst-Abbe-Stiftung Jena. In dieser Funktion war er zudem Kuratoriumsmitglied der Stiftung Deutsches Optisches Museum. In der Amtsperiode von April 2018 bis Februar 2023 war er Mitglied im Universitätsrat der Universität für Bodenkultur (BOKU) in Wien.
Deufel lebt seit 2001 in Lebenspartnerschaft, seit 2018 ist er verheiratet. Er lebt in Berlin und Athen.

## Politik
Der SPD gehört Deufel seit 1973 an. 2005 bis 2014 gehörte er dem Stadtrat von Jena an und war dort stellvertretender Vorsitzender der SPD-Fraktion.
Unter dem Wissenschaftsminister Christoph Matschie (SPD) wechselte Deufel zum 5. November 2009 als Staatssekretär in das Ministerium für Bildung, Wissenschaft und Kultur in Thüringen. Er verantwortete dort als Nachfolger von Walter Bauer-Wabnegg die Abteilungen Hochschulen, Forschung und wissenschaftliche Infrastruktur sowie Kultur und Kunst, Kirchenangelegenheiten. Am 12. November 2014 wechselte er als Staatssekretär in das Ministerium für Bildung, Wissenschaft, Weiterbildung und Kultur in Rheinland-Pfalz mit Verantwortung für die Abteilungen „Wissenschaft“ und „Weiterbildung“ und war auch dessen Amtschef bis zu seiner Versetzung in den einstweiligen Ruhestand am 18. Mai 2016.